# Borsosberény
Borsosberény ist eine ungarische Gemeinde im Kreis Rétság im Komitat Nógrád.

## Geografische Lage
Borsosberény liegt 52,5 Kilometer südwestlich des Komitatssitzes Salgótarján und 5 Kilometer nordwestlich der Kreisstadt Rétság an dem Fluss Derék-patak. Nachbargemeinden sind Nagyoroszi, Horpács, Pusztaberki, Tereske, Bánk und Diósjenő.

## Geschichte
Im Jahr 1913 gab es in der damaligen Kleingemeinde 145 Häuser und 790 Einwohner auf einer Fläche von 3517 Katastraljochen. Sie gehörte zu dieser Zeit zum Bezirk Nógrád im Komitat Nógrád.

## Sehenswürdigkeiten
- Heimatmuseum (Falumúzeum)
- Landhaus Tihanyi–Mocsáry (Tihanyi–Mocsáry-kúria)
- Petőfi-Quelle und Brunnen
- Römisch-katholische Kirche Szent Márton, erbaut um 1828, der Turm wurde 1746 hinzugefügt, die Kirche 1790 renoviert und erweitert

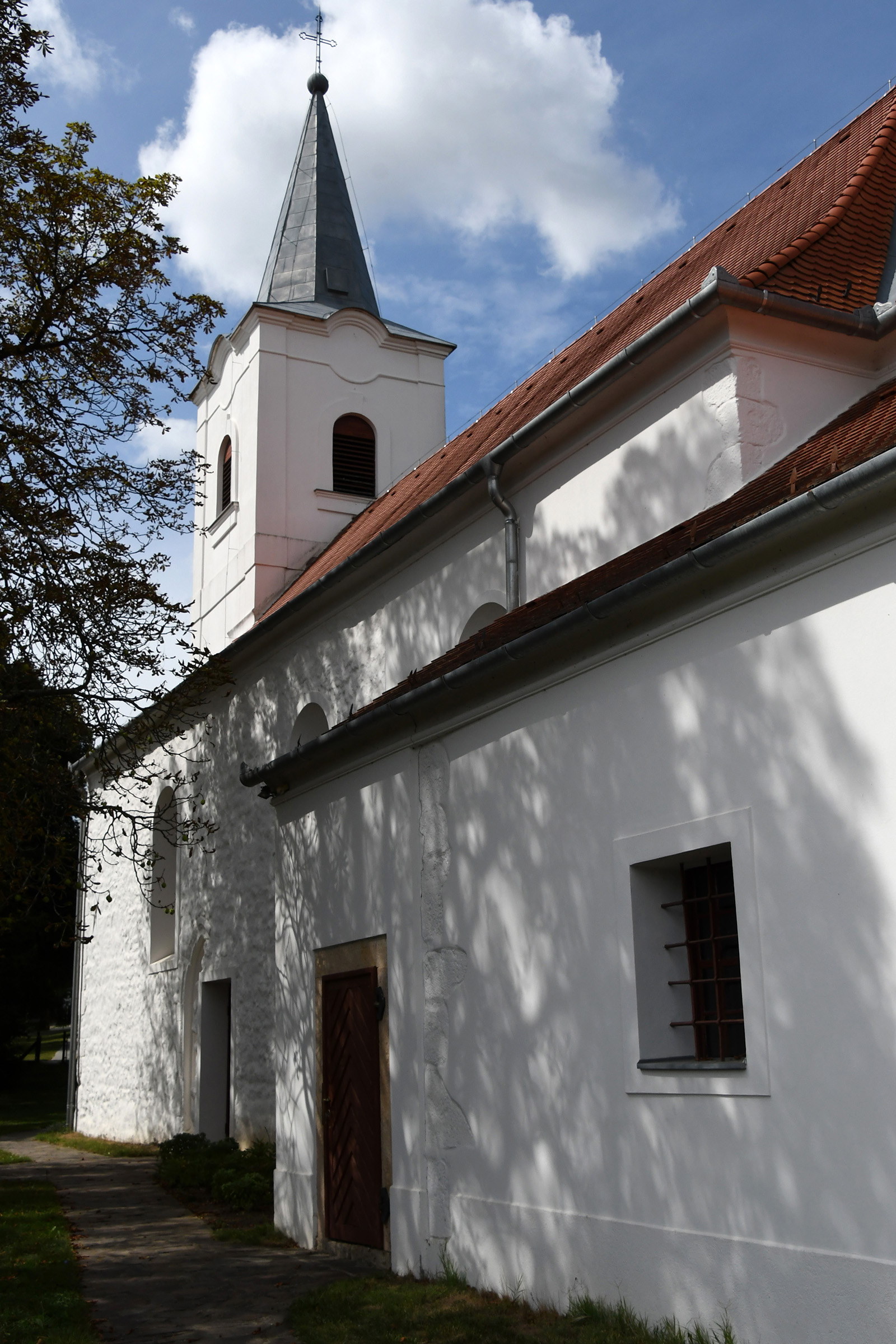
Römisch-katholische Kirche Szent Márton
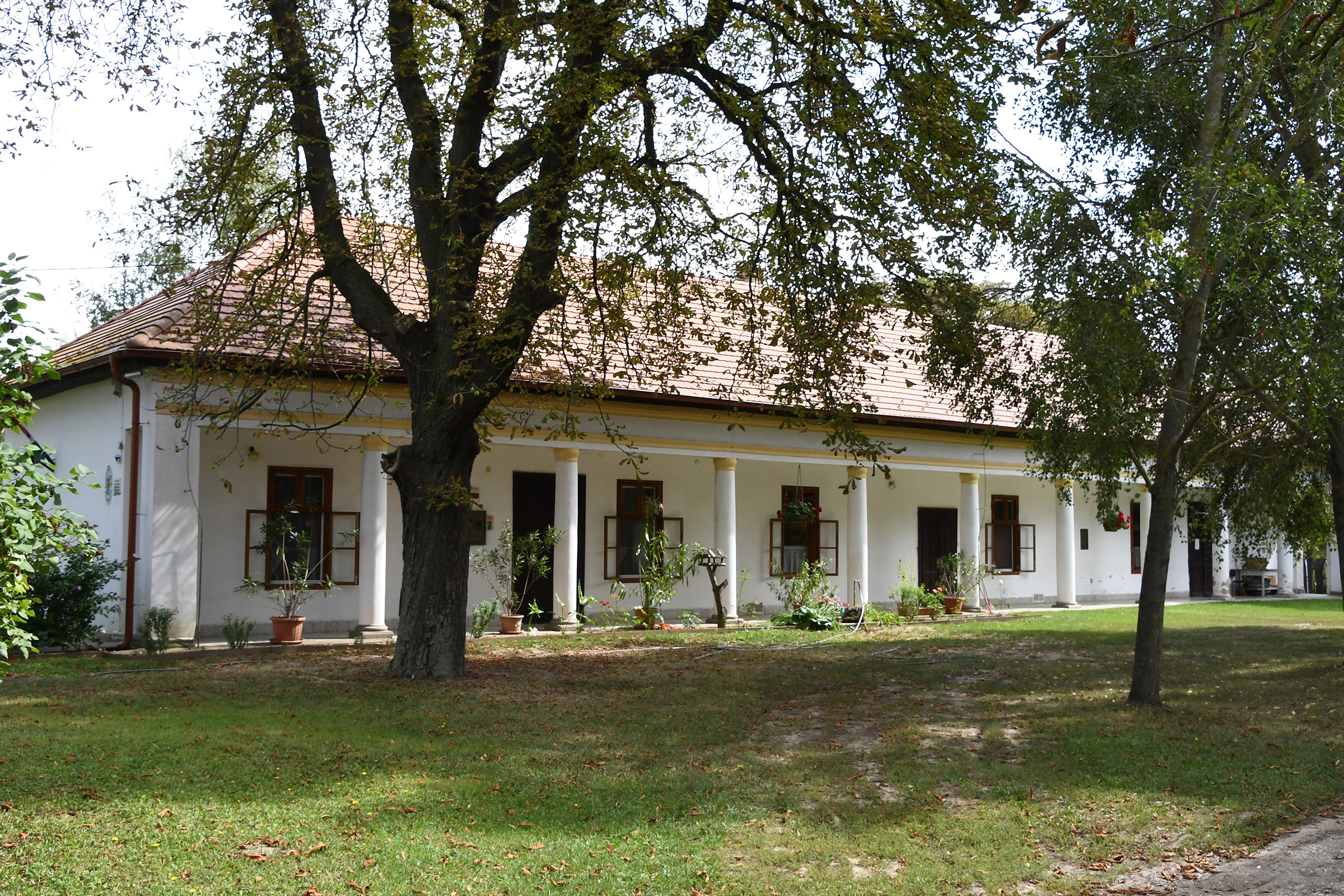
Landhaus Tihanyi–Mocsáry
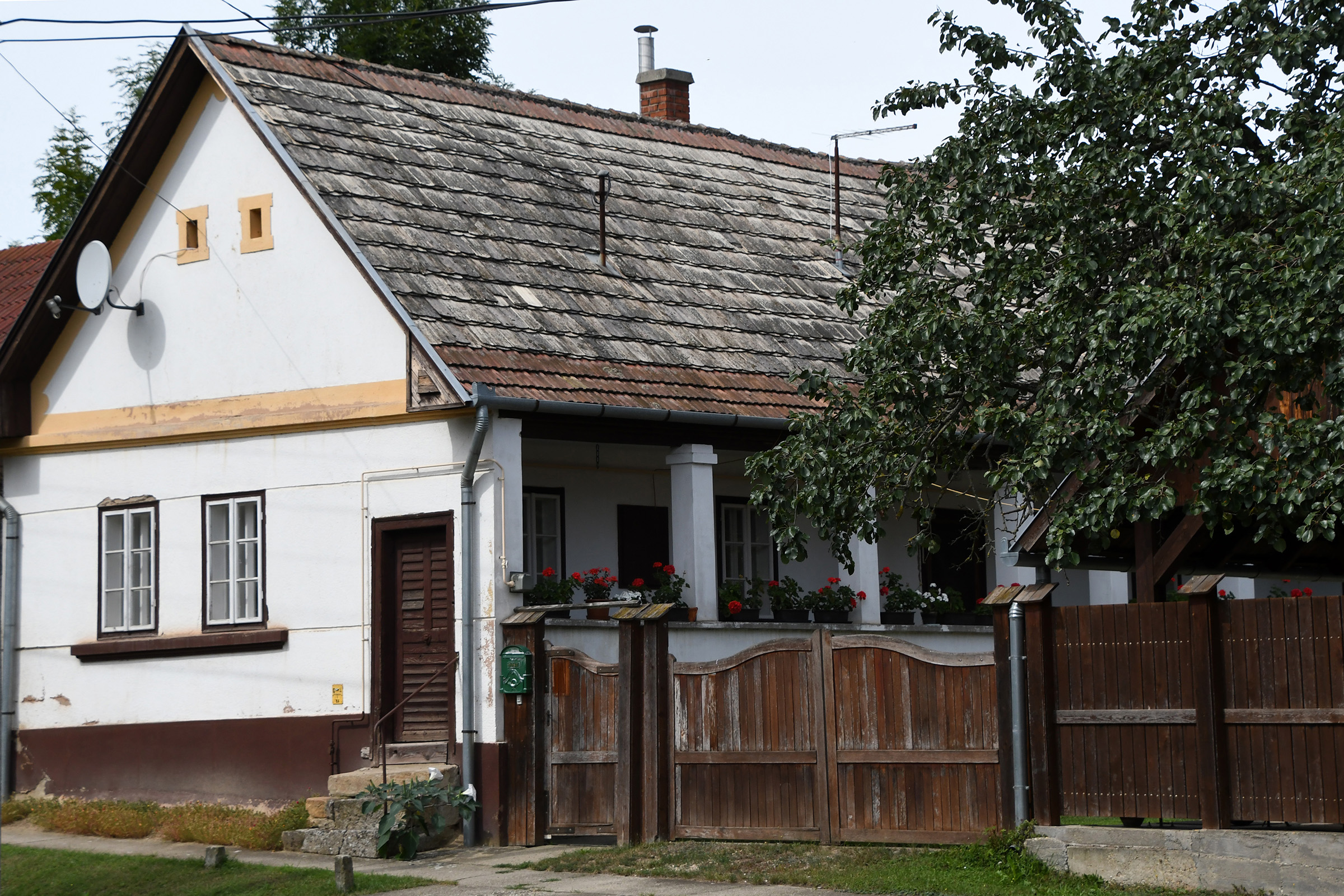
Traditionelles Wohnhaus
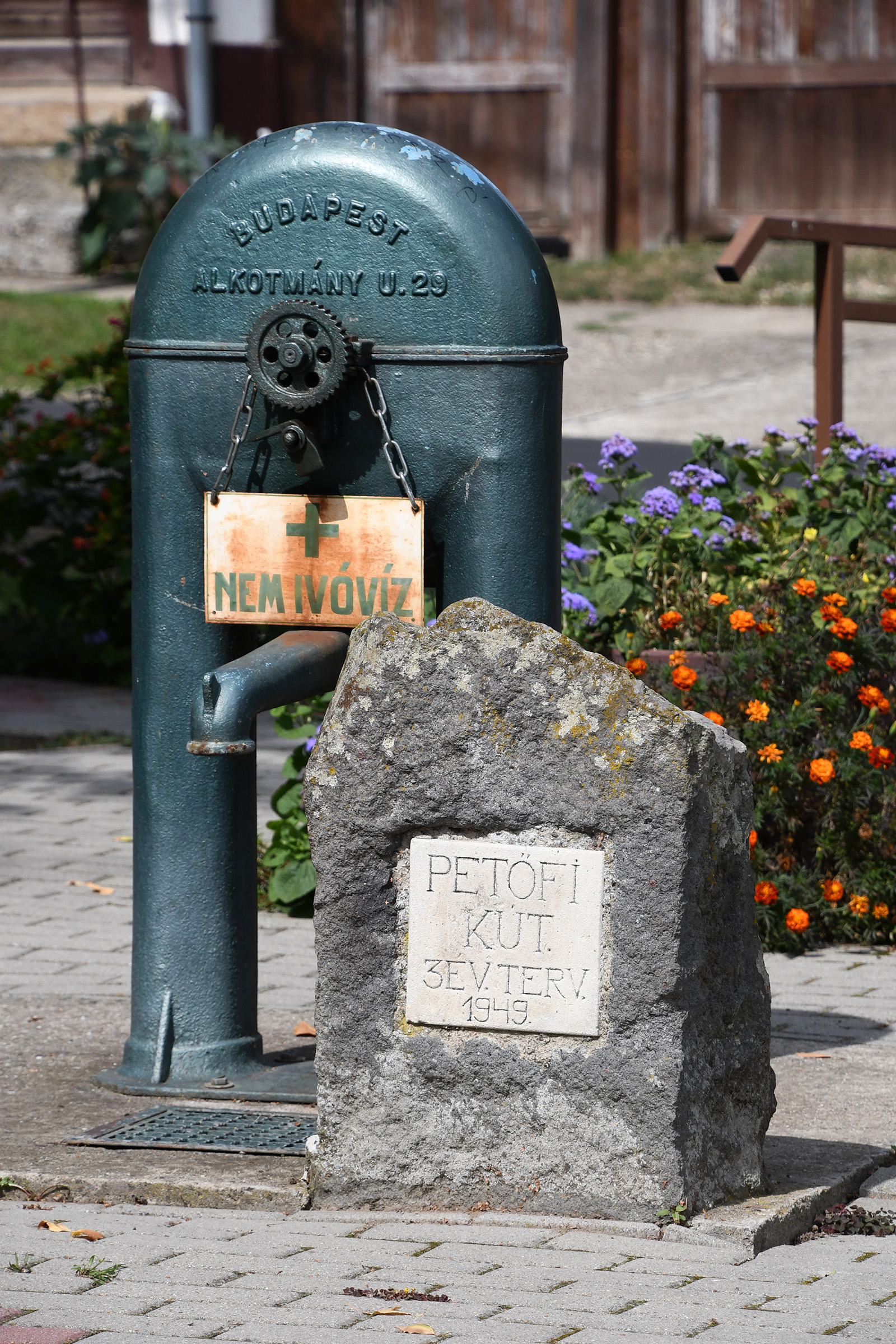
Petőfi-Quelle und Brunnen

## Verkehr
Durch Borsosberény verläuft die Nebenstraße Nr. 12126, die am östlichen Ortsrand in die Hauptstraße Nr. 2 mündet. Es bestehen Zugverbindungen nach Balassagyarmat und Vác. Weiterhin gibt es Busverbindungen nach Horpács, Rétsaǵ, Hont, Balassagyarmat und Vác.